# Ahasver von Brandt
Ahasver von Brandt (* 28. September 1909 in Charlottenburg; † 18. März 1977 in Heidelberg) war ein deutscher Historiker und Archivar.

## Leben

### Jugend und Ausbildung
Ahasver von Brandt entstammte einer uradeligen preußischen Beamten- und Offiziersfamilie, ursprünglich aus der Mark Meißen kommend und dann mit größeren Grundbesitz in Ostpreußen ausgestattet. Seine Eltern waren der Hauptmann Erwin von Brandt (1875–1914) und Irmgard von Ditfurth (1880–1968), Tochter des Wirklichen Geheimen Ober-Regierungsrates und ehemaligen Direktors des Rechnungshofs des Deutschen Reiches Theodor von Ditfurth-Dankersen (1846–1922) und der Adelaide Meyer. Rudolf von Brandt war sein Großvater. 
Während seiner Schulzeit verbrachte er längere Zeit im Ausland, unter anderem 1922 und 1923 jeweils fünf Monate in Schweden. Er erlernte dort die Landessprache und baute sich einen dauernden Freundeskreis auf. Ostern 1929 legte Brandt das Abitur am Friedrichs-Gymnasium in Charlottenburg ab. Darauf studierte er von 1929 bis 1934 zunächst Rechtswissenschaft, dann Geschichte an der Universität Kiel. 1930 wurde er im Corps Holsatia recipiert. Er beendete 1934 das Studium mit der Promotion bei Fritz Rörig mit einer Arbeit über den Lübecker Rentenmarkt im 14. Jahrhundert. Brandt war bereits zum 1. Februar 1930 der NSDAP beigetreten, aber ein halbes Jahr später ausgeschieden. Somit war seine Mitgliedschaft erloschen, als er sich zum 1. Mai 1937 wieder der Partei anschloss (Mitgliedsnummer 5.098.220).

### Berufliche Laufbahn
In den Jahren von 1933 bis 1935 arbeitete er als Journalist bei den Kieler Neuesten Nachrichten. Von 1935 bis 1936 war er Wissenschaftlicher Assistent am Historischen Seminar der Universität Kiel. Die Vermittlung seines Lehrers Rörig erleichterte die Entscheidung des Lübecker Senats, Brandt auch ohne die vorgeschriebene Ausbildung zum höheren staatlichen Archivdienst einzustellen, so dass er 1936 eine Stelle im Archiv der Hansestadt Lübeck bekam. Dort konnte er trotz zwischenzeitlichem Arbeitsdruck der Nationalsozialisten, die vom Archiv massenhaft Ariernachweise verlangten, seine eigene wissenschaftliche Publikationstätigkeit aufnehmen. Im Jahr 1941 folgte die Ernennung zum städtischen Archivrat. Zu dieser Zeit leistete Brandt seinen Militärdienst als Reserveoffizier der Marineartillerie ab.
Brandt kehrte im September 1945 aus dem Zweiten Weltkrieg zurück. Im Jahr 1946 übernahm er als Nachfolger des entlassenen Georg Fink die Leitung des Lübecker Stadtarchivs, das die reichen Urkundenbestände der freien Hansestadt verwaltet und zudem als Archiv der Hanse ein Schwerpunktarchiv für jegliche Mittelalterforschung in Mittel- und Nordeuropa ist. Seit 1950 war er Lehrbeauftragter für Historische Hilfswissenschaften an der Universität Hamburg und wurde 1955 zum Honorarprofessor ernannt. Seit 1962 war er korrespondierendes Mitglied der Monumenta Germaniae Historica.
Ebenfalls 1962 erhielt Brandt einen Ruf auf den Lehrstuhl für Historische Hilfswissenschaften an der Universität Heidelberg. Während dieser Zeit wurde er mit der Goldenen Denkmünze der Gesellschaft zur Beförderung gemeinnütziger Tätigkeit in Lübeck geehrt. 1963 wurde er zum Ehrenmitglied des Vereins für Lübeckische Geschichte und Altertumskunde ernannt und erhielt die Senatsplakette der Hansestadt Lübeck. 1965 wurde er Mitglied der Heidelberger Akademie der Wissenschaften. Im selben Jahr lehnte er einen Ruf an die Universität Hamburg ab. 1974 wurde er emeritiert. Im Februar 1975 erlitt er einen Gehirnschlag und starb 1977 nach langer Krankheit.

## Werk
Ahasver von Brandt ist vor allem für die Historischen Hilfswissenschaften und in der Hanseforschung von Bedeutung. Durch zahlreiche Arbeiten hat er viele Aspekte der Hanseforschung gefördert. Brandt legte Untersuchungen über die Bevölkerungsstruktur Lübecks, die Knochenhaueraufstände im 14. Jahrhundert, den Stralsunder Frieden und über Lübecks Großmachtstellung vor. Seine Untersuchung zur Sozialgeschichte des spätmittelalterlichen Bürgertums, vor allem Lübecks, gilt im Hinblick auf sozialgeschichtliche Quellenauswertung als bedeutend. Brandt engagierte sich außerdem mit Intensität und Beharrlichkeit für die Wiederherstellung des Archivs der Hansestadt Lübeck als geschichtswissenschaftliche Anstalt. Seine Arbeit Werkzeug des Historikers wurde zu einem der meistverkauften geschichtswissenschaftlichen Bücher in Deutschland; sie ist bis heute ein wichtiges akademisches Arbeitsmittel. Unvollendet blieb nach zwei Bänden seine archivarische Erschließung mehrerer tausend Lübecker Bürgertestamente, die nur bis 1363 reichen.
Brandts lange Zeit meinungsführende Fixierung auf die mittelalterliche Geschichte Lübecks und seine negative Einschätzung der folgenden Jahrhunderte, insbesondere des 17./18. Jahrhunderts, als „verkümmert und erstarrt“ werden heute eher kritisch gesehen.

## Schriften (Auswahl)
- Der Lübecker Rentenmarkt von 1320–1350. Kiel 1935 (zugleich: Universität Kiel, Dissertation, 1934).
- Lübeck und die deutsche Erhebung 1847–1848. Gedenkschrift zur Hundertjahrfeier der Revolution. Antäus-Verlag, Lübeck 1948.
- als Herausgeber: Städtewesen und Bürgertum als geschichtliche Kräfte. Gedächtnisschrift für Fritz Rörig. Schmidt-Römhild, Lübeck 1953.
- Geist und Politik in der lübeckischen Geschichte. Acht Kapitel von den Grundlagen historischer Größe. Schmidt-Römhild, Lübeck 1954.
- Werkzeug des Historikers. Eine Einführung in die historischen Hilfswissenschaften (= Urban-Bücher. Bd. 33, ZDB-ID 995319-x). Kohlhammer, Stuttgart 1958 (zahlreiche Auflagen).
- Die Hanse und die nordischen Mächte im Mittelalter (= Veröffentlichungen der Arbeitsgemeinschaft für Forschung des Landes Nordrhein-Westfalen. Geisteswissenschaften. Heft 102, ISSN 0570-5649). Westdeutscher Verlag, Köln u. a. 1962.
- Die Deutsche Hanse als Mittler zwischen Ost und West (= Wissenschaftliche Abhandlungen der Arbeitsgemeinschaft für Forschung des Landes Nordrhein-Westfalen. Bd. 27, ISSN 0570-5665). Westdeutscher Verlag, Köln u. a. 1963.
- Regesten der Lübecker Bürgertestamente des Mittelalters. Auf Grund der Vorarbeiten von Eduard Hach, Fritz Rörig u. a. bearbeitet und herausgegeben. 2 Bde. Schmidt-Römhild, Lübeck;
  - Bd. 1: 1278–1350 (= Veröffentlichungen zur Geschichte der Freien und Hansestadt Lübeck. Bd. 18, ZDB-ID 520795-2). 1964;
  - Bd. 2: 1351–1363 (= Veröffentlichungen zur Geschichte der Freien und Hansestadt Lübeck. Bd. 24). 1973, ISBN 3-7950-0424-1.
- Die gesellschaftliche Struktur des spätmittelalterlichen Lübeck. In: Untersuchungen zur gesellschaftlichen Struktur der mittelalterlichen Städte in Europa. Reichenau-Vorträge 1963–1964 (= Konstanzer Arbeitskreis für Mittelalterliche Geschichte. Vorträge und Forschungen. Bd. 11). Thorbecke, Konstanz u. a. 1966, S. 215–240 (Auch Sonderabdruck. ebenda 1966).
- Lübeck. Bild und Wesen einer alten Großstadt. Weiland, Lübeck 1965 (2., veränderte Auflage ebenda 1972).
- Percy Ernst Schramm (1894–1970). In: Hansische Geschichtsblätter. Bd. 89, 1971, S. 1–4 (Auch Sonderabdruck. Böhlau, Köln u. a. 1971).